# Balcerowicz musi odejść

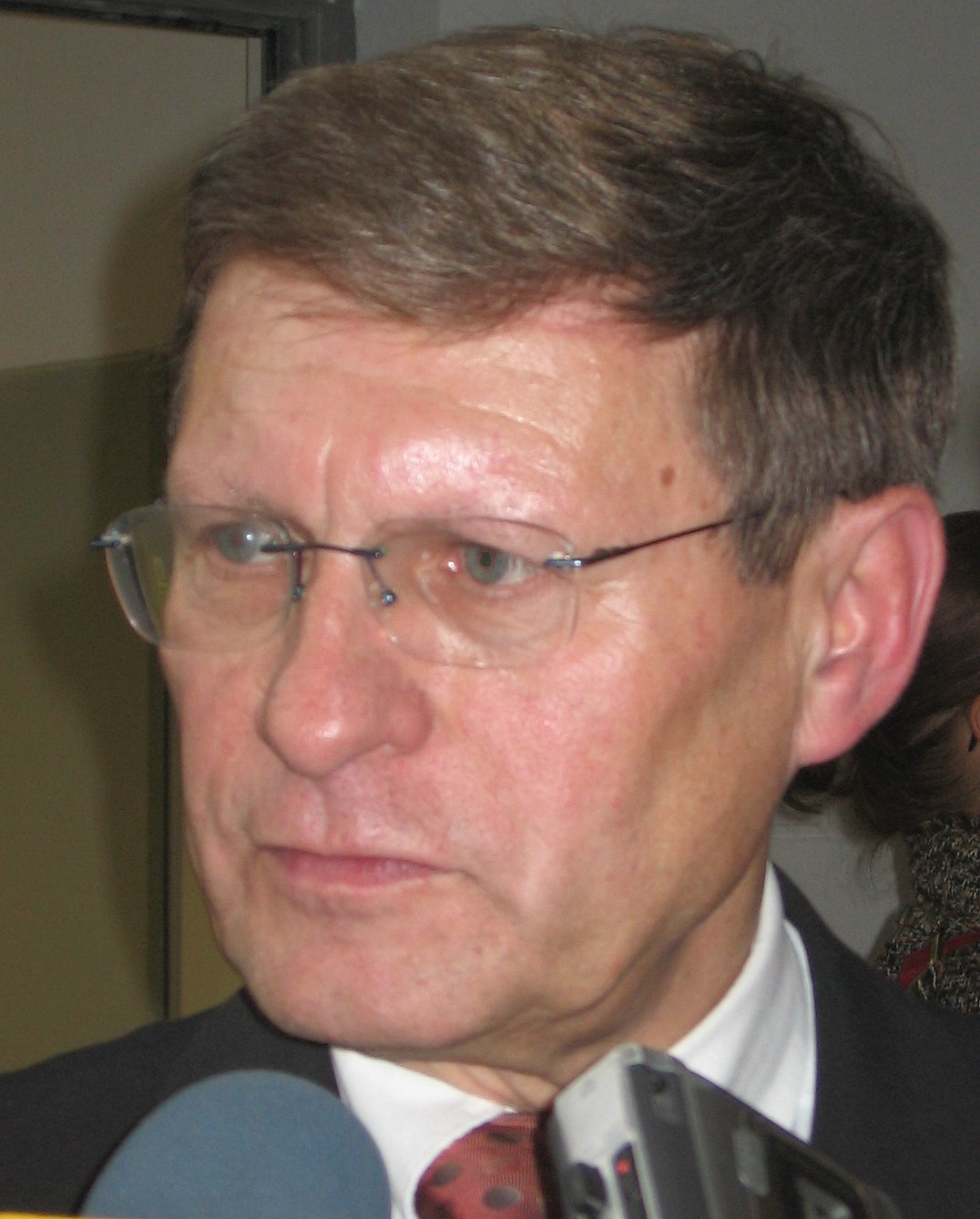
Leszek Balcerowicz

Balcerowicz musi odejść – slogan polityczny używany w Polsce na przełomie XX i XXI wieku przez przeciwników szeregu reform ustrojowych i gospodarczych, z którymi jest kojarzony Leszek Balcerowicz.
Leszek Balcerowicz jako minister finansów w trzech rządach oraz prezes Narodowego Banku Polskiego stał się symbolem przemian gospodarczych, jakie zaszły po upadku komunizmu w Polsce w 1989. Osoby niechętne przeprowadzanym wówczas reformom oraz krytykujące kierunek, tempo, a zwłaszcza negatywne konsekwencje tych przemian używają hasła Balcerowicz musi odejść w znaczeniu nie tyle opozycji wobec samego Leszka Balcerowicza, ile właśnie charakteru tych transformacji.
Slogan ten po raz pierwszy pojawił się na początku lat 90. w Gazecie Wyborczej: w rubryce Telefoniczna Opinia Publiczna taki postulat wyraził wówczas jeden z czytelników. Podczas demonstracji OPZZ we wrześniu 1999 r. było to jedno z rutynowych haseł. Używali go również protestujący związkowcy z Ursusa.
Slogan ten stał się jednym z haseł propagandowych Samoobrony RP oraz jej przewodniczącego Andrzeja Leppera, który w pewnym okresie sprawowania mandatu posła kończył nim każdą swoją wypowiedź sejmową (wzorując się na Katonie Starszym, który kończył swoje wypowiedzi hasłem „A poza tym sądzę, że Kartaginę należy zniszczyć”).
W 2004 Lepper ogłosił zmianę taktyki i zaczął używać hasła „Balcerowicz musi zostać”. Przewodniczący Samoobrony liczył bowiem na rychłe przejęcie władzy i postawienie Leszka Balcerowicza (będącego wówczas prezesem NBP) przed wymiarem sprawiedliwości. Hasła tego Andrzej Lepper przestał używać po wyborach parlamentarnych w 2005, w związku z postawieniem na socjalliberalny kurs  w programie Samoobrony RP.